# Argyria furvicornis
Argyria furvicornis là một loài bướm đêm trong họ Crambidae.